# Scientologi

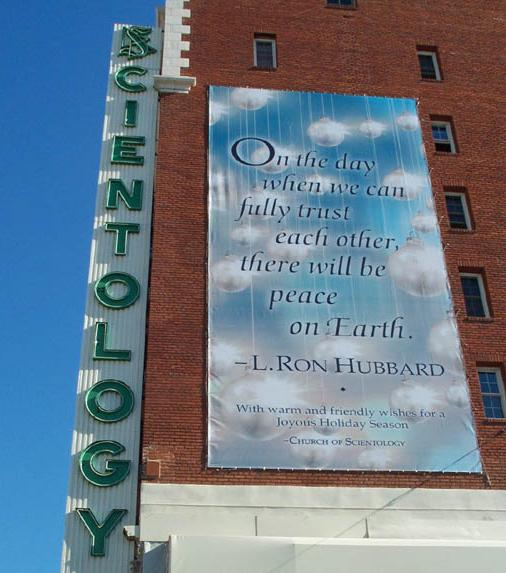
Ett scientologicenter i Los Angeles

Scientologi  är en nyreligiös rörelse vilken är en av världens större sekter, skapad av den amerikanske författaren L. Ron Hubbard (mest känd för science fiction men även för western, fantasy, med mera).
Den primära organisationen som förespråkar scientologi är Scientologikyrkan, en hierarkisk organisation grundad av Hubbard, medan oberoende grupper som använder Hubbards material kollektivt kallas den fria zonen. Hubbard utvecklade scientologiläran 1952 som en fortsättning på sitt tidigare system för självhjälp, dianetik. Hubbard karakteriserade senare scientologi som en "praktisk religiös filosofi" och grunden för en ny religion. Scientologi använder sig av auditing (i Sverige benämnt auditering) inom ramen för så kallad dianetik, en mycket kritiserad andlig rehabiliteringsfilosofi, och täcker ämnen såsom moral, etik, avgiftning, utbildning och ledarskap.
Hubbard lade också grunden och skapade regler för etableringen och styret av scientologiorganisationer med den första scientologikyrkan i december 1953. Idag skapar scientologirelaterade organisationer ett komplext nätverk med mål att introducera scientologi i samhället. Religious Technology Center äger varumärket och intellektuella rättigheter, såsom logotyper, för Scientologin. Dessa märken är licensierade för användande av scientologikyrkan och dess närliggande organisationer.
Scientologi och organisationerna som förespråkar läran har blivit mycket kontroversiella. Före detta medlemmar, journalister, rättsväsendet och flera regeringar har beskrivit kyrkan som en sekt och en organisation med ett kommersiellt intresse, och har anklagat den för att ofreda sina kritiker och utnyttja medlemmarnas goda tro. Scientologirepresentanter anser att den största delen av den negativa publiciteten motiveras av intressegrupper och att den största delen av kontroversen är i det förflutna.
I USA hade rörelsen 25 000 medlemmar år 2008, att jämföra med 55 000 medlemmar år 2001.

## Scientologirörelsen

Scientologi och dianetik grundades av L. Ron Hubbard.

Ordet scientologi är ett internationellt skyddat varumärke som tillhör den amerikanska organisationen Religious Technology Center. Denna organisation licensierar i sin tur rätten att använda ordet till scientologikyrkan. Det finns även andra organisationer med utövare av scientologins tekniker, men på grund av varumärkesskyddet får de inte använda sig av ordet scientologi för att beskriva sin rörelse. Dessa organisationer, som tror på scientologins läror men inte sympatiserar med den officiella Scientologikyrkan, brukar kallas Free Zone.

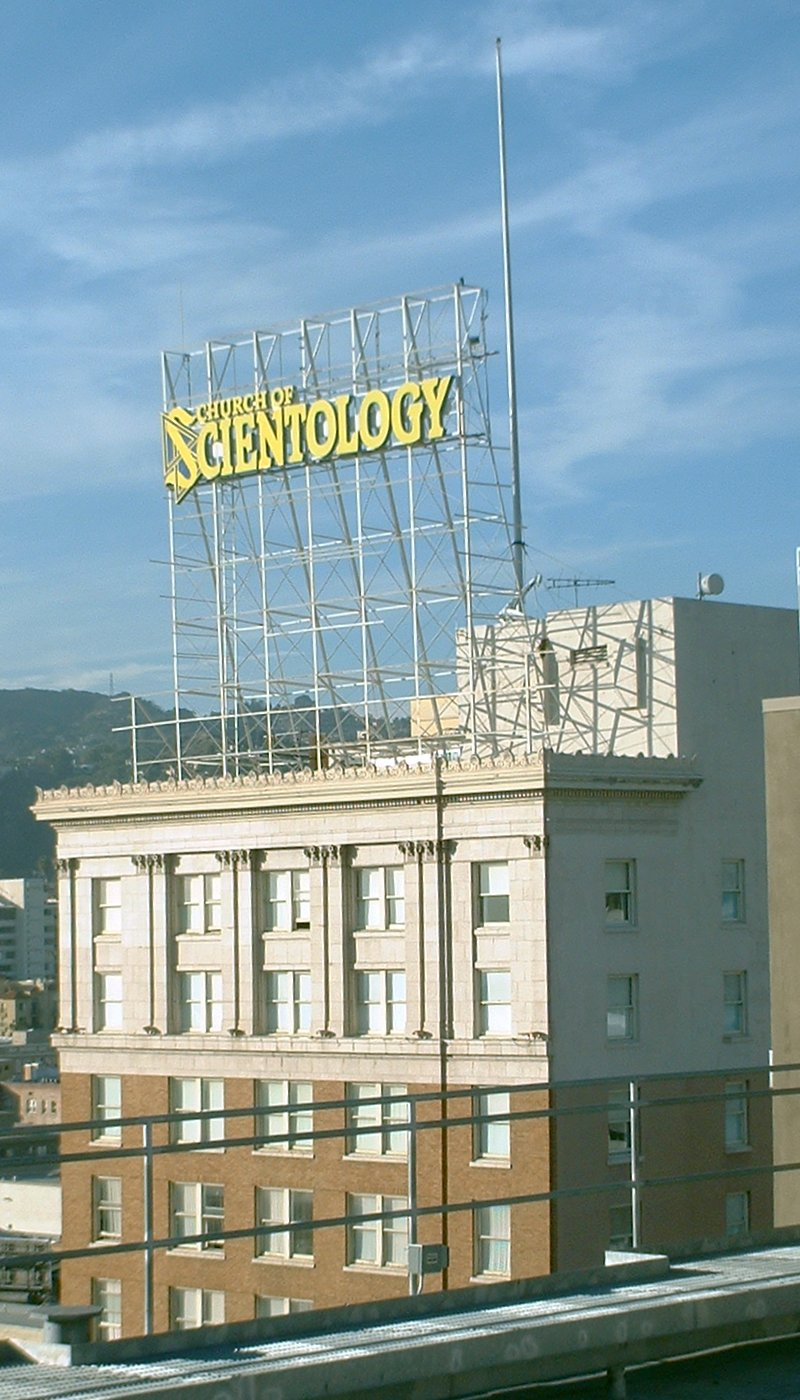
Scientologibyggnad i Hollywood, Los Angeles

## Ideologi och läror
Scientologirörelsen presenterar sig själv som en religiös, icke vinstgivande organisation syftande till att rehabilitera människan som andlig varelse. Man säger sig tillhandahålla vägledning och rehabiliteringsprogram. Inom dianetiken finns spår av Sigmund Freuds idéer och de högre nivåerna bär likheter med Georgij Gurdzjijevs läror. Även vissa inslag inom svart magi och flera österländska läror inspirerade Hubbard, och många anhängare menar att Hubbard återupptäckt gammal österländsk visdom och applicerat modern vetenskap på den. 

### Grundläggande läror
Scientologin beskrivs av sina anhängare som ett urval av principer och metoder som används för att hantera livsproblem och uppnå lycka. Dessa metoder lärs ut genom ett mycket stort antal kurser och behandlingar i olika nivåer som scientologikyrkan tillhandahåller mot betalning. 
Scientologin hävdar att människan är en odödlig andlig varelse, vars erfarenheter inkapslar alla hennes livstider. Vidare är människan en andlig varelse, med (i teorin) obegränsade förmågor över tid och materia. Människan är i grunden god och kan, om hon vill, nå andlig befrielse, under förutsättning att hon korrekt använder scientologins metoder och läror. 
Scientologer anser att en människa består av tre delar, nämligen kropp, själ och sinne.
- Kropp: Den fysiska kroppen med organ som lungor, hjärta och hjärna och så vidare.

- Själ: Kallas för thetan (från den grekiska bokstaven theta), och är ungefär jämförbar med vissa andra filosofiers koncept om "själen". Thetanen använder sitt sinne som ett kontrollsystem mellan sig själv och det fysiska universumet. Kroppen, inklusive hjärnan, är thetanens kommunikationscenter. [24] Thetanen är odödlig och när kroppen dör lämnar thetanen kroppen och "avlägger rapport", fås att glömma allt, och sedan skickas tillbaks till jorden till en ny kropp strax innan den föds." [25] Enligt scientologin kan man med deras teknologi uppnå ett högre medvetande, vilket leder dels till att man inte är bunden till sin kropp och dels till diverse förbättrade egenskaper såsom andlig frihet och intelligens [26] och kontroll över MEST (matter, energy, space, time). Istället för att vara bunden till MEST-universumet ska man kunna verka i theta-universum.

- Sinne: Spelar in minnesbilder av bland annat syn, hörsel, smaksinne, lukt, tryck och känslor (totalt ca 52 perceptioner) med 25 bilder i sekunden. Dessa anses inte lagras i hjärnan utan existerar runt thetanen.

#### Reaktiva sinnet
En av de viktigaste och mest grundläggande delarna i scientologi är dianetikens teori om det reaktiva sinnet som tillsammans med det analytiska sinnet bildar en del av hela sinnet. Skillnaden mellan dessa två sinnen sägs vara att det reaktiva sinnet inte är logiskt utan handlar på stimulus-respons-basis och spelar in minnesbilder när individen blir helt eller delvis medvetslös. Om någon till exempel faller och bryter armen blir denne delvis "medvetslös", då personens närvaro och uppmärksamhet i realtid inte är fullständig. Dessa minnesbilder, engram, lagras i det reaktiva sinnet. Dessa engram kan genom stimulering framkallas senare, och situationen kan då återupplevas. I fallet med armbrottet skulle alltså en person som senare i livet utan anledning får ont i armen kunna förklara detta med ett engram som aktiverats.

#### De åtta dynamikerna
I scientologin är livets grundprincip överlevnad, vilket manifesterar sig i åtta plan, de så kallade åtta dynamikerna:
1. Jaget - strävan efter att överleva som individ
2. Skapande - innefattar även familj och sexualitet. Den här dynamiken har ändrats. Tidigare var sexualitet dess övergripande tema och därefter indelat i (a) fortplantning och (b) familjen.
3. Gruppens överlevnad
4. Människosläktet
5. Livsformer - strävan efter att överleva som livsformer, till exempel djur, insekter, fiskar eller vegetation.
6. Det fysiska universumet - strävan om det fysiska universumets överlevnad i dess fyra plan - materia, energi, rum och tid.
7. Den andliga varelsen
8. Oändlighet eller en högre varelse.

#### Tonskalan
L. Ron Hubbard hävdar att en människas humör följer en exakt sekvens och kan graderas på en skala från -40 till +40. Scientologikyrkan menar att deras kurser hjälper en att klättra högre upp på skalan. Kritiker menar att skalan används som en metod att undertrycka medlemmarnas känslor, eftersom känslor som sorg och medlidande är lågt placerade på skalan och till och med att skalan skulle användas för att frånta folk deras rättigheter, eftersom L. Ron Hubbard i boken Science of Survival där skalan presenteras, skriver att "i ett tänkande samhälle skulle ingen person under 2,0 på skalan ha några rättigheter". Scientologikritiker och personer med "sexuella perversioner" (dit räknar man till exempel homosexuella) klassas som 1,1 på tonskalan, "dold fientlighet" eller "ängslan".

#### Auditering

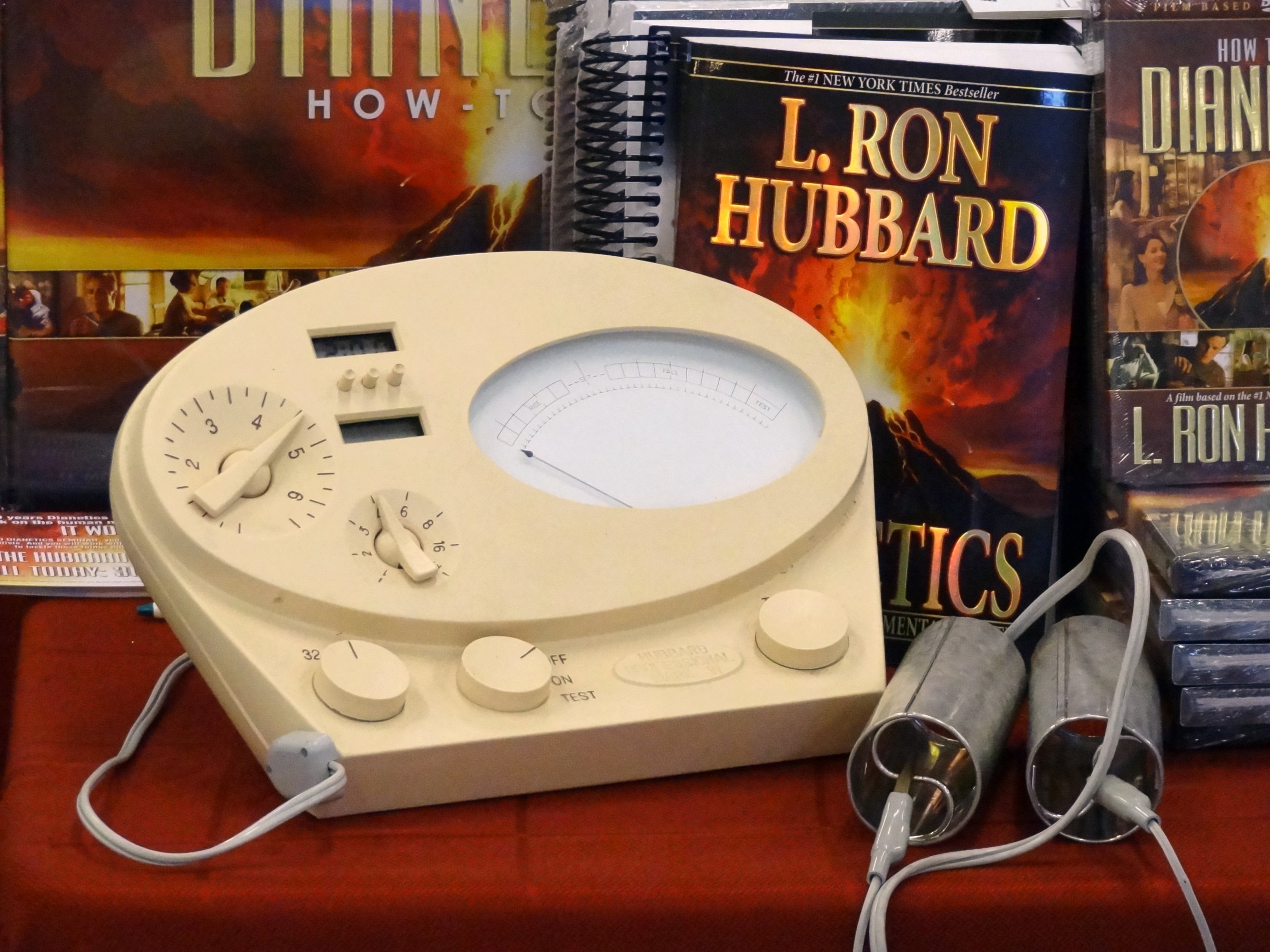
Auditering görs med hjälp av en så kallad "e-meter".

Inom den engelsktalande delen av scientologin kallas auditering för auditing, ordagrant "revision" eller bedömning. Detta utförs i sessioner där en "auditör" (engelskans "auditor", ordagrant revisor) intervjuar scientologen i fråga. Auditören antecknar vad personen kan minnas, och bedömer den intervjuade scientologen.
Med hjälp av så kallad auditering påstås det att man kan eliminera det reaktiva sinnet. Det går till så att den så kallade PC:n ("Pre-Clear", innan man blivit "Clear", det vill säga frigjort sig från sitt reaktiva sinne) och en auditör genomgår en session. Det innebär att PC:n går tillbaks till olika incidenter - i det tidigare exemplet med armbrottet fallet när han föll - och återberättar det för auditören så noggrant han kan. Sedan går han tillbaka till början igen och återberättar, det viktiga här är att PC:n försöker få ut ännu mer detaljer ur det för varje gång han återberättar. Till slut har han fått ut alla detaljer, varefter engrammet försvinner (as-is, som det också kallas, att uppleva någonting precis som det är (as it is) utan några förvrängningar) och återfinns istället som ett ordinärt minne i den vanliga minnesbanken. Till sin hjälp har auditören ofta en E-meter (E-mätare) för att guida PC:n genom olika situationer. Så långt den vanliga dianetikauditeringen. I Scientologi-auditeringen är ett centralt inslag i auditeringen tron på tidigare liv som ens thetan haft. På högre nivåer inom auditeringen handlar det om att hitta beslut man tagit för länge sedan, men som man inte kommer ihåg. Scientologer tror att dessa beslut påverkar personen än idag och kan få negativa konsekvenser för PC:n. Oberoende forskning menar dock att auditering inte alls fungerar, eller gör någon som helst skillnad.

### Före detta hemliga "läror"

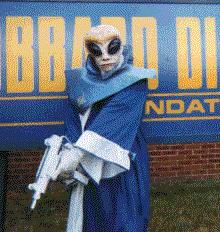
En scientologkritiker utklädd till Xenu.

De flesta av de mer avancerade lärorna inom scientologin kretsar kring traumatiska minnen från tidigare liv som orsakats av fientliga utomjordiska civilisationer som hjärntvättat thetanerna med olika "implantat".
Vissa av dessa läror finns beskrivna i Hubbards bok Scientology: A History of Man. Information om innehållet i de högre, så kallade OT-nivåerna hålls dock hemliga för allmänheten och medlemmar på lägre nivåer. Innehållet i dessa högre nivåer har dock gjorts tillgängligt - bland annat på internet, mer specifikt på wikileaks - av personer som lämnat scientologirörelsen. De har även förekommit som bevismaterial i långdragna rättsprocesser. (Se stycket om rättslig kontrovers.)

#### Incident I
I kursmaterialet för OTIII berättas om Incident 1 som hände för fyra biljarder (4*1015) år sedan, då thetanerna utsattes för ett högt knäckande ljud som följdes av en flodvåg av "luminiscens" som i sin tur följdes av en häststridsvagn med en trumpetande kerub. Sedan blev thetanerna överväldigade av mörker. Det här implantatet ska ha öppnat porten till universum och dessa traumatiska minnen ska ha skiljt thetanerna från deras tidigare statiska, gudalika tillstånd.

#### Incident II
OTIII berättar även om Incident II, eller The Wall of Fire. Detta är den mest uppmärksammade av Scientologikyrkans hemliga läror och påstås ha ägt rum för 75 miljoner år sedan. Den onde Xenu, härskare över den Galaktiska Konfederationen, fraktade miljarder utomjordingar till Jorden och dödade dem i vulkaner med hjälp av vätebomber. Efter detta åkte deras odödliga själar, thetaner, upp i atmosfären där de tillfångatogs och placerades i 3D-biografer där de hjärntvättades med hjälp av filmer (det så kallade R6-implantatet). Sedan släpptes thetanerna ut och har därefter klamrat sig fast vid människorna som ett slags andliga parasiter ("kroppsthetaner") och orsakar olika problem. Målet med OTIII och de högre nivåerna är att med hjälp av auditering frigöra sig från dessa kroppsthetaner.
Trots att denna trossats är hemlig för personer som inte nått upp till OTIII, och därför är okänd för de flesta scientologer, förekommer en vulkan på omslaget till Dianetik-boken.

## Organisationens struktur

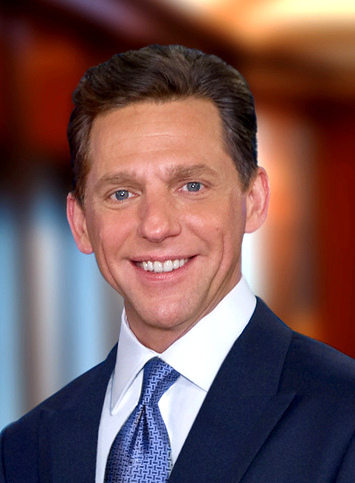
David Miscavige, ordförande för Religious Technology Center och Scientologirörelsens "ecklesiastiske ledare".

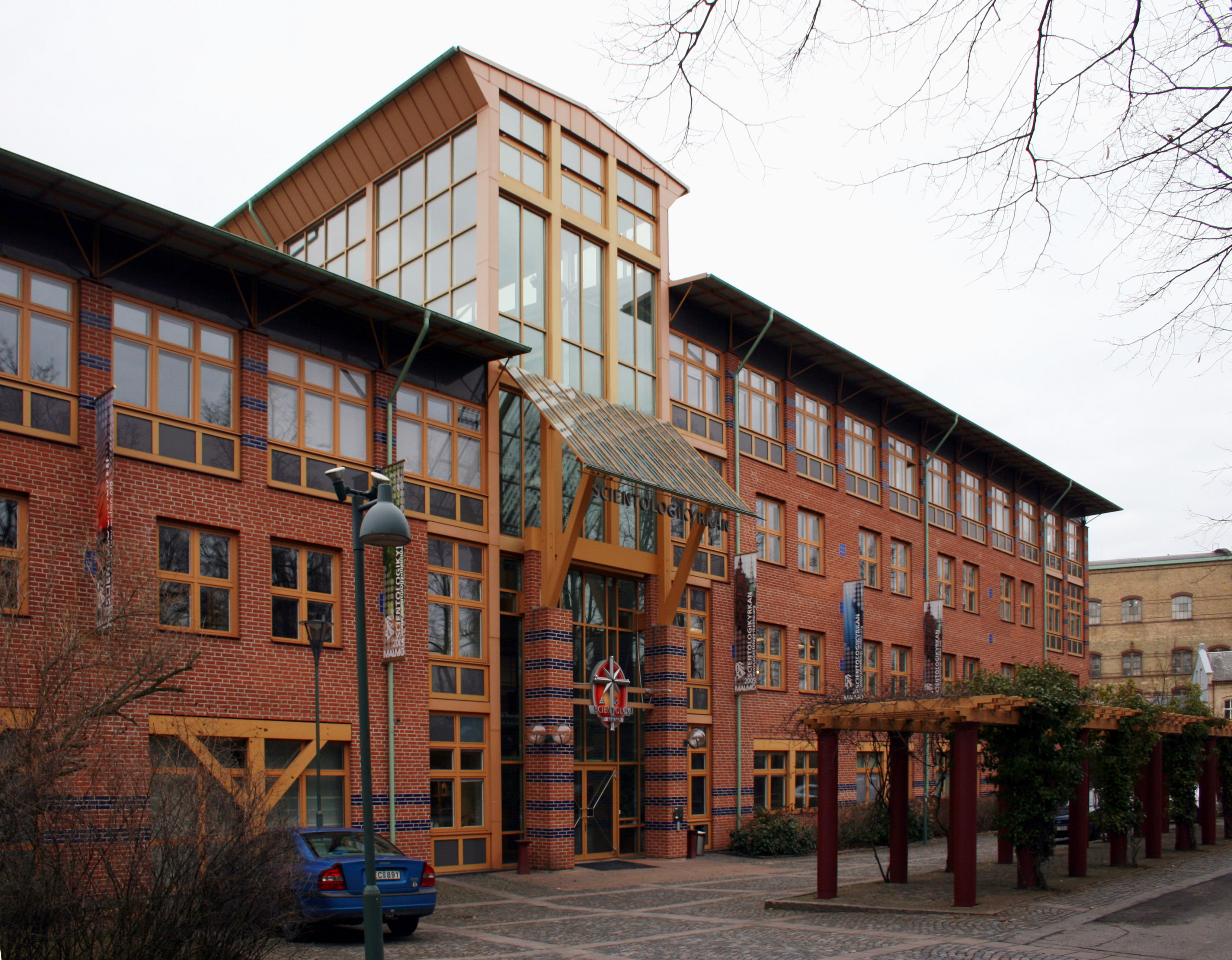
Scientologikyrkan Malmös högkvarter i Arlöv, en så kallad "Ideal Org".

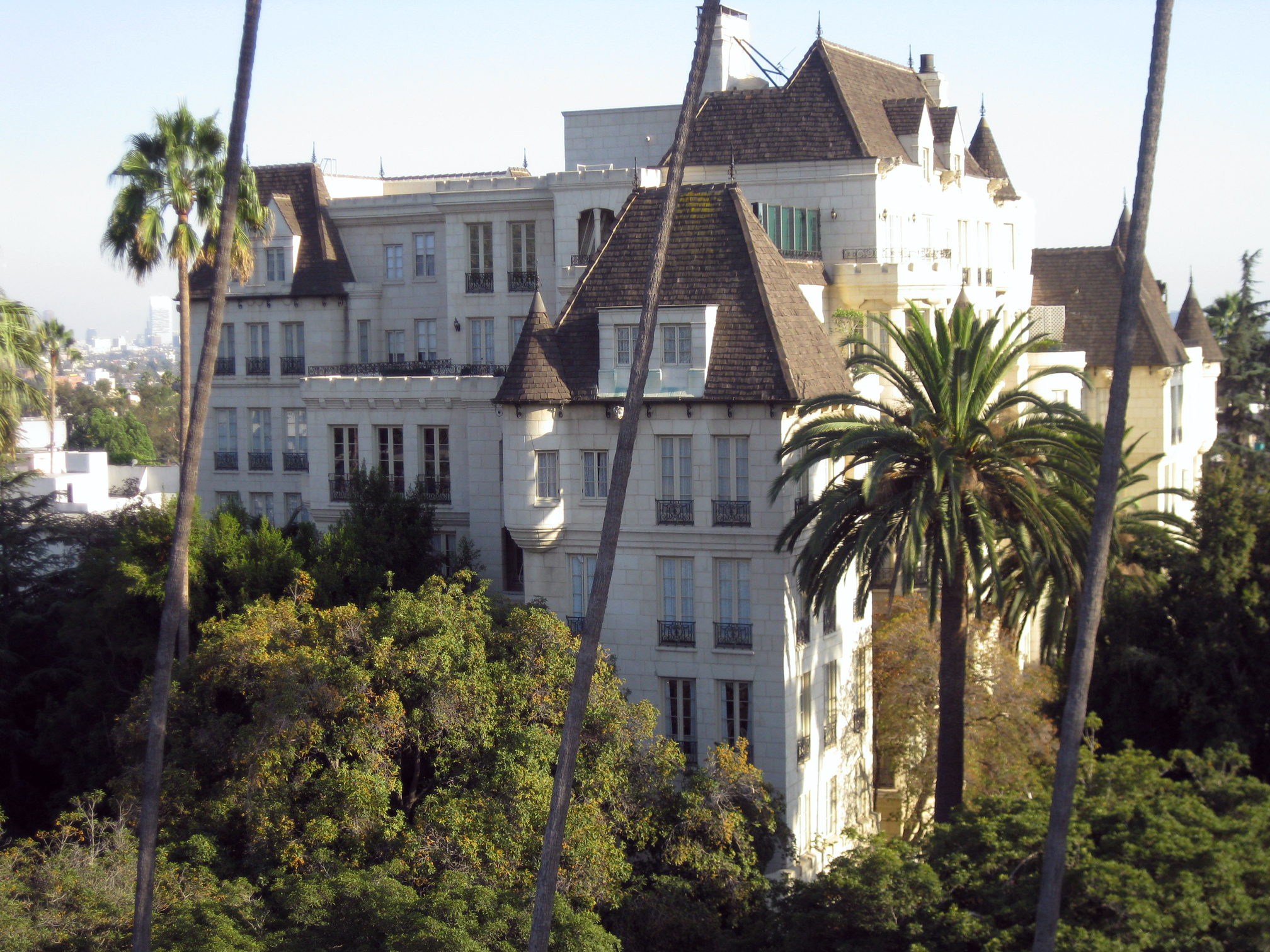
Celebrity Centre i Hollywood.

Scientologikyrkans organisation är ett komplicerat nätverk av organisationer och företag (Se även Lista över Scientologi-organisationer för en lista på några av dessa) All upphovsrätt och alla varumärken ägs av en organisation med namnet Church of Spiritual Technology (CST), även kallad L. Ron Hubbard Library. Det är en på pappret icke vinstinriktad organisation som drivs av advokater. Som ägare av Hubbards skrifter och varumärken får CST royalties. CST äger också Author Services, Inc. som är ett vinstinriktat företag som tjänar som agentur för Hubbards skönlitterära verk. Royalties kommer från försäljning av böcker och licensiering av rättigheter att använda Hubbards läror. Dessa licenseras ut av Religious Technology Center (RTC), och en av dessa licensiärer är den organisation som heter Scientologikyrkan (Church of Scientology International (CSI)), som i praktiken alltså är en organisation av många i ett komplicerat nätverk. President för Scientologikyrkan är Heber Jentzsch, men David Miscavige, ordförande för RTC, anses vara hela organisationens de facto ledare. Jentzsch har inte synts offentligt sedan 2004.
Scientologikyrkan har inga egentliga egna medlemmar utan istället finns det en medlemsorganisation som heter International Association of Scientologists (IAS), grundad 1984 som efterträdare till Hubbard Association of Scientologists International (HASI)). För att bli medlem i IAS krävs att man står på god fot med Scientologikyrkan; IAS godtar alltså inte troende som utövar scientologi inom den så kallade Freezone. IAS-medlemmar får viss rabatt på kurser och auditering. IAS samarbetar med, och sponsrar, Scientologigrupper som Kommittén för mänskliga rättigheter (Scientologikyrkans antipsykiatriorganisation), Volunteer Ministers International, Youth for Human Rights och The Way to Happiness Foundation.
Vidare finns också World Institute of Scientology Enterprises (WISE), som syftar till att sprida scientologins läror till företag och dessas anställda. 

### Missioner och orger

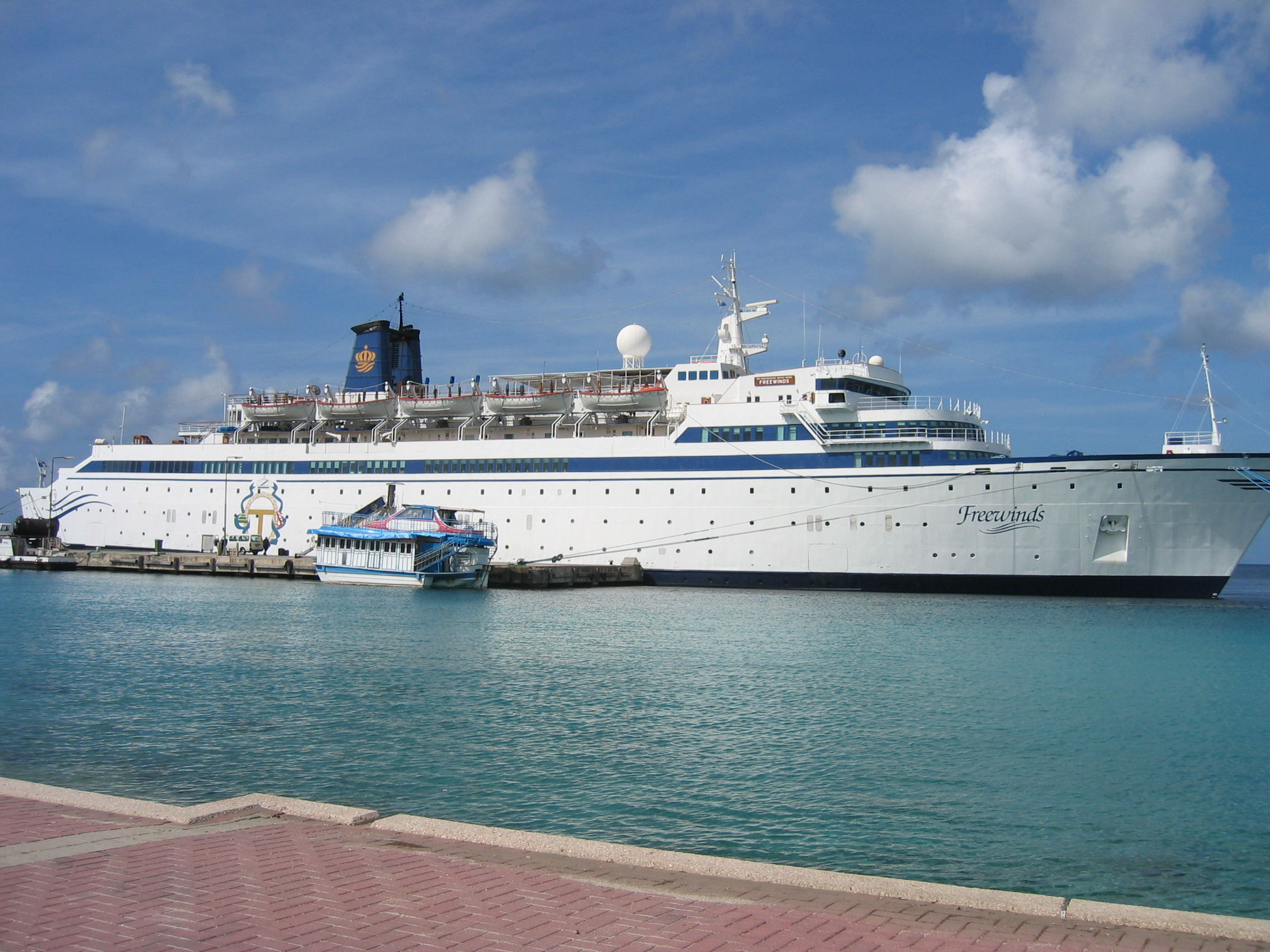
Freewinds

De minsta scientologicentrumen kallas missioner. I dessa hålls de grundläggande kurserna och auditering. De något större centrumen, som i dagligt tal brukar kallas "kyrkor", är så kallade "Klass V-Organisationer", eller orger. Där tillhandahålls förutom alla kurser som finns på missionerna även högre kurser och auditering, upp till "Clear". Där utbildas även Klass-V-auditörer.
Saint Hill-organisationer är uppkallade efter Saint Hill, East Grinstead i England, som under lång tid var Scientologikyrkans internationella högkvarter. Saint Hill-organisationer utöver det ursprungliga Saint Hill finns i Los Angeles, Köpenhamn och Sydney. Där utbildas folk i Saint Hill Special Briefing Course och auditörer upp till Klass VII samt förberedelse för OT-nivåerna.
På så kallade Avancerade Organisationer tillhandahålls kurser och auditering upp till OTV.
Flag Service Organization (FSO) eller Flag Land Base ligger i Clearwater i Florida och heter som den gör för att den anses vara organisationens "flaggskepp", då organisationen under lång tid befann sig till sjöss. På Flag tillhandahålls auditering upp till Nya OTVII och auditeringsutbildning upp till Klass XII.
Flag Ship Service Organization (FSSO) är ombord på Scientologikyrkans skepp Freewinds. Endast här tillhandahålls OTVIII. I april 2008 beordrade myndigheter i Curaçao, där Freewinds reparerades, att reparationsarbetet skulle avbrytas och fartyget förseglas för att det innehöll farliga mängder asbest. Redan 1987 hade Lawrence Woodcraft, som arbetade som arkitekt för fartygets ombyggnad, upptäckt att det innehöll asbest, och informerat kyrkans ledning om detta. Enligt Woodcraft gjorde ledningen inget åt detta, då L. Ron Hubbard aldrig sagt att asbest är farligt, samt att scientologer som passerat "clear" inte får cancer.
På senare år har man satsat på att bygga så kallade "Ideala orger" runt om i världen, i imponerande byggnader på strategiska platser där de lätt kan nå ut till den breda allmänheten, vilket ska bidra till scientologins expansion och utgöra "öar av förnuft".
Samtliga scientologiorger har ett kontor tillägnat L. Ron Hubbard, med skrivbord och namnskylt med Hubbards namn på.

#### Sverige
I Sverige har Scientologikyrkan för detta ändamål köpt Daniscos huvudkontor i Arlöv för 50 miljoner kronor och byggt en ideal org där. Scientologikyrkan i Malmö flyttade sin verksamhet dit och kyrkans internationella ledare David Miscavige invigde orgen i april 2009.
Scientologikyrkan erhåller inte statsbidrag från Myndigheten för stöd till trossamfund.

#### Celebrity Centres
Celebrity Centres är Scientologikyrkans centra som är öppna för allmänheten men oftast tar hand om artister, berömdheter och andra "ledare och lovande nykomlingar inom konst, sport, företags- och statsledning" eftersom "dessa är de människor som skapar framtiden". Celebrity Centre International etablerades i Hollywood i Kalifornien 1969. Sen dess har andra centra byggts i en rad städer världen över, bland annat i London och Wien. Ett typiskt center innehåller restaurang, spa, hotell och klassrum för undervisning.

### Sjöorganisationen
Sjöorganisationen (engelska Sea Org) är Scientologikyrkans elitorganisation vars medlemmar är totalt hängivna Scientologikyrkans mål. För att bli medlem måste man skriva ett kontrakt på en miljard år.

### Frontorganisationer
Scientologikyrkan har flera olika kontroversiella frontorganisationer. Mestadels därför att de många gånger försöker dölja sin bakgrund och ofta är det svårt för en lekman att förstå att det just är Scientologikyrkan som står bakom organisationerna. Enligt flera kritiker handlar dessa organisationer bara om att värva medlemmar. När Uppdrag Granskning granskade flera av scientologernas frontorganisationer valde dessa ofta att inte kommentera sin koppling till Scientologikyrkan.

#### Riksorganisationen för ett drogfritt Sverige
Riksorganisationen för ett drogfritt Sverige är enligt egen utsago en "opolitisk och icke-religiös ideell förening som arbetar för att skapa ett drogfritt Sverige.". Föreningen bildades 1992 och arbetar över hela Sverige. I SVT-programmet Uppdrag granskning har det däremot påvisats att organisationen har starka kopplingar till Scientologikyrkan, främst genom ett nära samarbete med Narconon, som är en av Scientologirörelsens frontorganisationer. 

#### Frivilligpastorer

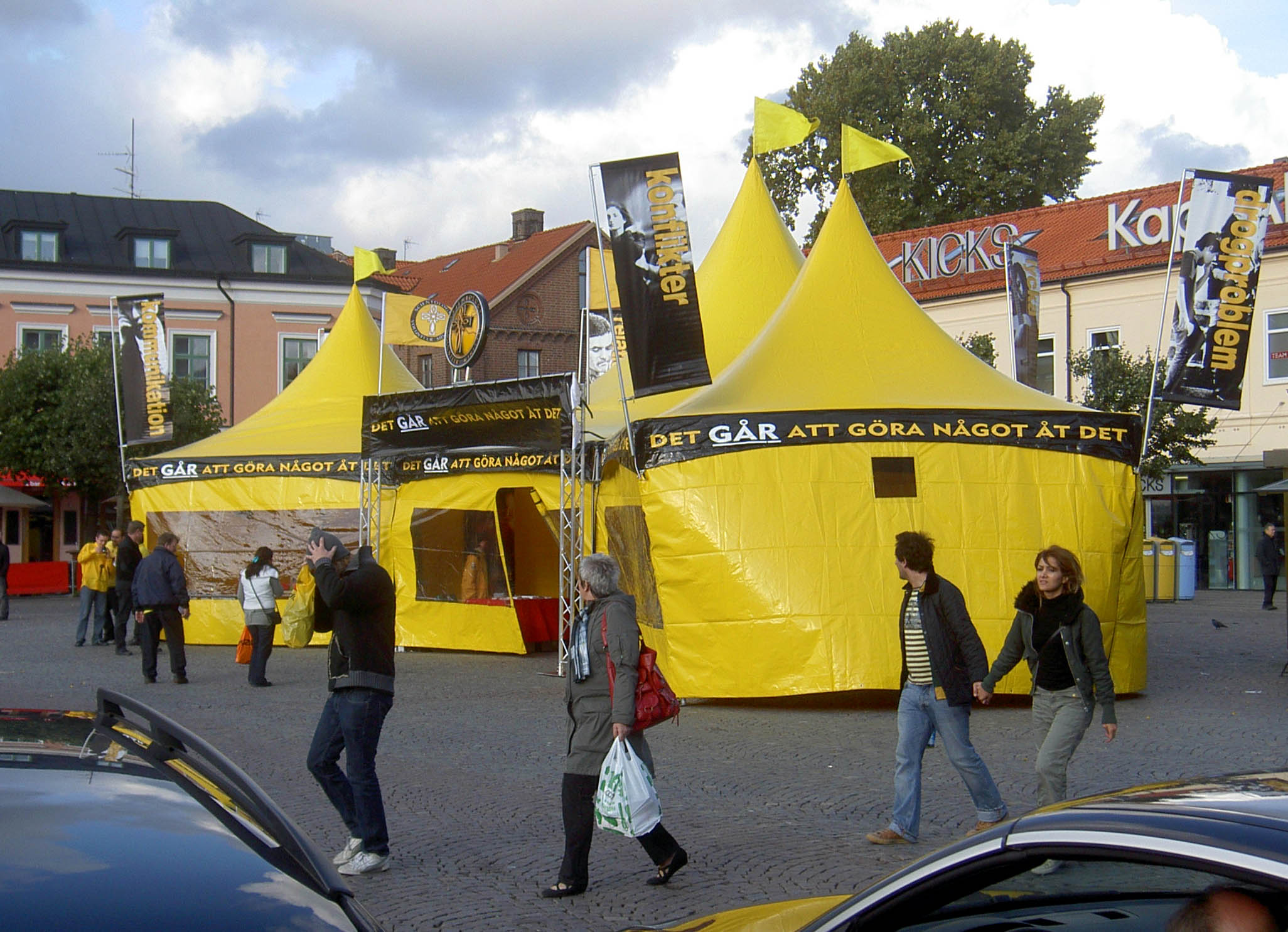
Frivilligpastorernas gula tält på besök i Lund.

Frivilligpastorer, även kallad Volunteer Ministers, är en hjälporganisation känd för sina gula tält på marknader och torg. De har även varit verksamma efter katastrofer som vid olika skolskjutningar i USA, terroristattacken 11 september 2001 i New York, orkanen Katrina 2005, Thailand vid tsunamikatastrofen 2004 och jordbävningen i Haiti 2010.

#### Criminon
Criminon är ett av Scientologikyrkan drivet företag med huvudsyfte att tillhandahålla rehabilitering och öppenvård för brottslingar som vill återgå till ett vanligt liv. Liksom andra av Scientologikyrkans frontgrupper har Criminon kritiserats av motståndare som anser att dess syfte är att värva medlemmar, samt för att demonisera psykiatri.

#### Kommittén för mänskliga rättigheter
Kommittén för mänskliga rättigheter (KMR, på engelska Citizens Commission on Human Rights International (CCHR)) driver aktiva kampanjer emot psykiatrin, däribland ett museum i Los Angeles samt gjort en film, Psykiatrin – Dödens Industri.
Kommittén för Mänskliga Rättigheter i Sverige hamnade i blåsväder under slutet av september 2008 då det uppdagades av Uppdrag Granskning att de fått in stora inkomster från svenska kommuner som trott att de stött en organisation som arbetar för mänskliga rättigheter. Bland andra Tjörns kommun tog sedan i programmet avstånd från organisationen.

#### Narconon
Narconon är ett kritiserat rehabiliteringshem där patienterna behandlas med metoder där bl.a. överdosering av B-vitaminer och dagliga 5-6 timmars bastubad sker, metoder som också påstås kunna driva ur radioaktivitet ur kroppen. 
Till Sverige kom Narconon 1972 och har idag behandlingshem i Eslöv och viss verksamhet i Göteborg och Västerås. År 2008 stängdes behandlingshemmet i Huddinge. I Sverige fick organisationen negativ uppmärksamhet efter en reklamfilm där det svenska kungaparet utnyttjades utan dess tillåtelse  samt att filmen innehöll arrangerad och felaktig fakta.

#### Applied Scholastics
Applied Scholastics marknadsför L. Ron Hubbards "studieteknologi". I Sverige finns skolor, till exempel Studemaskolan i Bandhagen, Stockholm där studiepedagogik baseras på L. Ron Hubbards metoder. Skådespelaren Will Smith har tillsammans med sin fru Jada Pinkett-Smith finansierat och grundat en privatskola, The New Village Academy som är baserade på dessa metoder. Smith har visserligen aldrig själv sagt att han är scientolog men har erkänt att han studerat flera kurser. Skolan och paret har blivit mycket kritiserad för sin koppling till Scientologikyrkan.

## Kritik och kontroverser

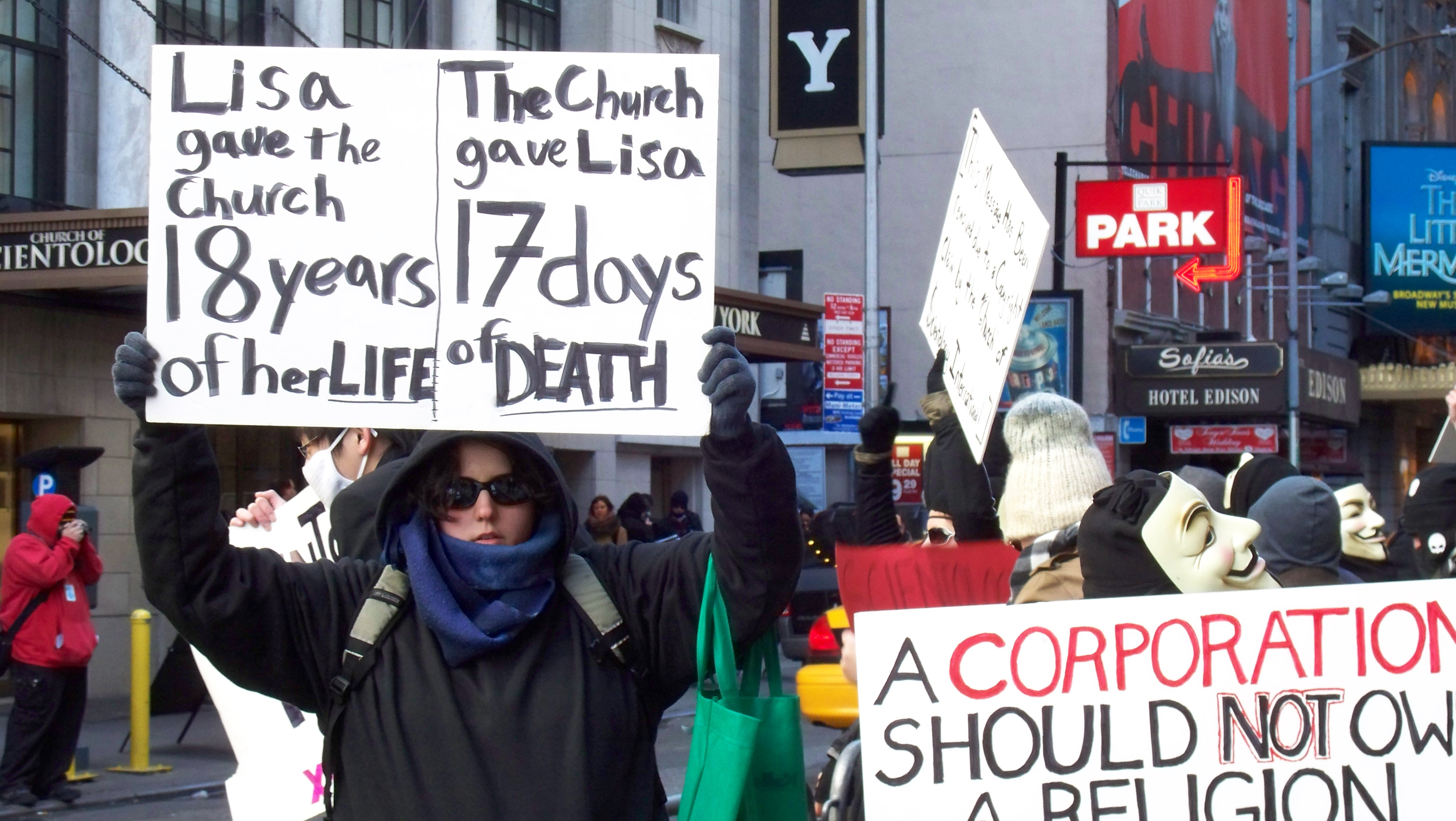
Protestmöte mot scientologin

Liksom många av de nya religiösa rörelserna har Scientologikyrkan fått mycket kritik, och mer så än många andra rörelser. Exempelvis menar Karl-Erik Nylund i sin bok om sekter att Scientologirörelsen är världens farligaste sekt. Samtidigt är Scientologikyrkan känd för att gå till aggressivt motangrepp mot kritiker, en policy som, medan den tystar vissa kritiker, ytterligare upprör många andra.

### Allmän kritik

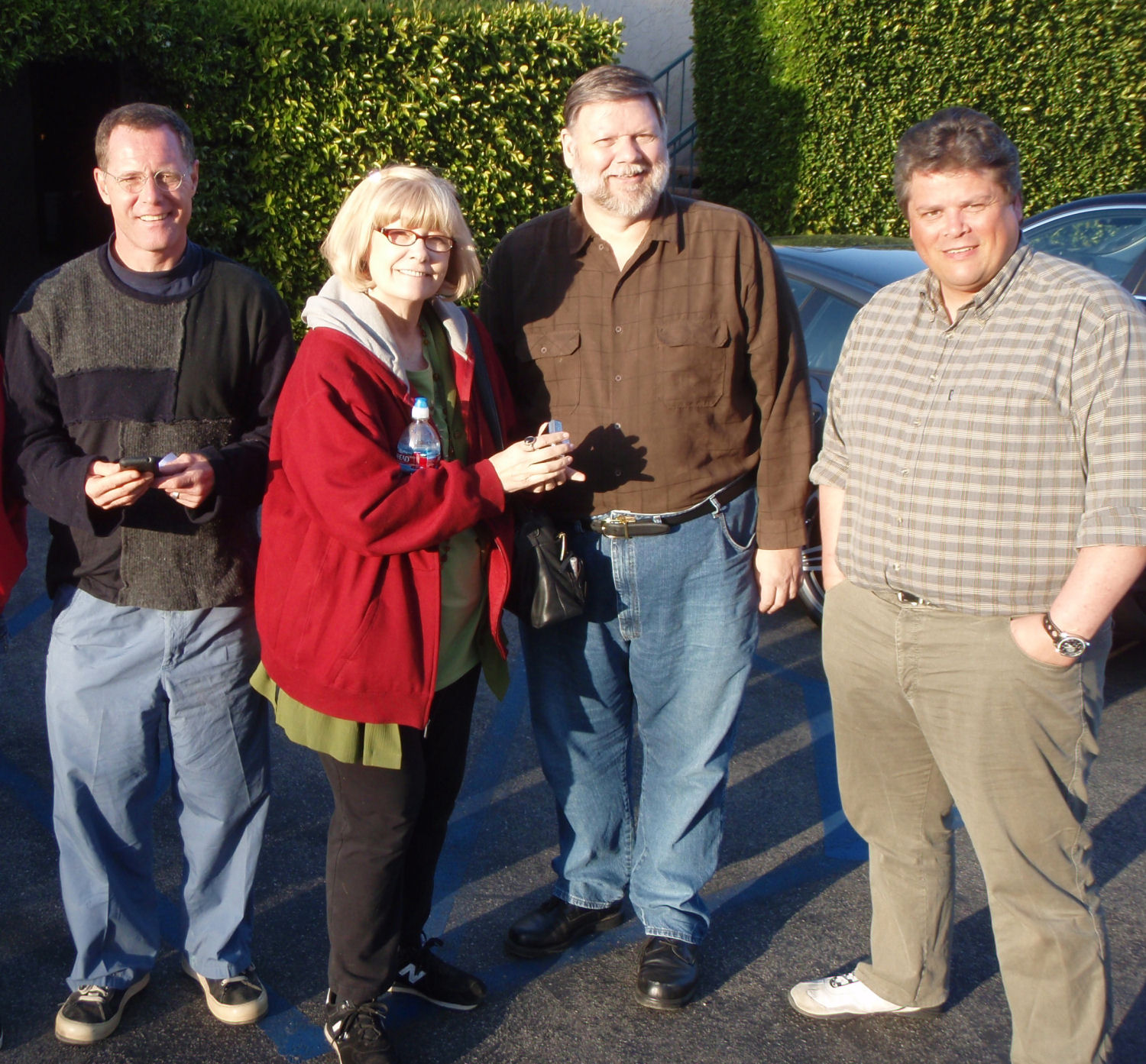
Scientologikritikerna Jason Beghe, Tory Christman, Mark Bunker och Andreas Heldal-Lund.

Företrädare för scientologin kallar lärorna omväxlande för religion, filosofi och vetenskap. Inga av lärorna enligt scientologins upplägg har dock bevisats ha några vetenskapliga belägg och kan därför klassas som pseudovetenskap.
Många av de grundläggande begreppen är oförenliga med etablerad vetenskap och kan betraktas som en blandning av science fiction och äldre filosofiska föreställningar uppblandat med pseudovetenskapliga förvanskningar av modernare medicin, teknik och forskning.
Från flera håll  har scientologirörelsen stämplats som en sekt och anklagats för att bedriva hjärntvätt och att utnyttja svaga och sökande människor i behov av stöd och hjälp. Man har också kritiserats för att lura sina anhängare ur ekonomisk synvinkel. Det har ofta hänt att folk har tagit stora lån och skuldsatt sig för att ha råd att köpa scientologi-kurser.  Avhoppare har beskrivit hur de pressats att gå i borgen för andra scientologer. När de sedan hoppat av har dessa medlemmar uppmanats att inte betala de lån på vilken avhopparen står som borgensman. Organisationen har en hierarkisk pyramidformad uppbyggnad där medlemmar på de lägsta nivåerna betalar betydande avgifter (tiotusentals dollar) för kurser och behandlingar, pengar som sedan skickas uppåt i organisationen i form av olika avgifter. En stor del av verksamheten för nyrekryterade medlemmar går ut på att värva ytterligare nya medlemmar vilket ger bonus och avdrag på de egna kurskostnaderna. Eftersom kurser och träning är så kostsam kan den som inte har råd få gratis kurser genom att arbeta som "staff" i Scientologernas orger. Den som blir staff-medlem skriver på ett kontrakt på en viss tid. De måste också skriva på en "freeloader's bill" vilket innebär att om personen hoppar av innan tiden i kontraktet har gått ut, måste denne betala för alla tjänster han eller hon fått gratis, men till fullpris.
Det finns oberoende, mer liberala, scientologiska organisationer som fördömer scientologikyrkans metoder. Den mest kända fristående scientologiorganisationen är Freezone, som bland annat har en omfattande verksamhet i Tyskland. Scientologikyrkan har försökt stoppa Freezone som man ser som fiender. På grund av organisationens betydande utnyttjande av upphovsrätt och varumärkesskydd för symboler och metoder är det i praktiken omöjligt för enskilda personer att praktisera lärorna på egen hand utan godkännande från moderorganisationen.
I Sverige delar scientologkyrkan regelbundet ut flygblad, bland annat i cykelkorgar och på pakethållare vid större cykelparkeringar i Malmö. I flygbladen som utlovar bättre förhållanden och lycka kallar sig Scientologikyrkan i Malmö istället Malmö Testcenter. På baksidan visar flygbladet ett analyserat personlighetstest i form av kurvor enligt Oxford Capacity Analysis. Detta pseudovetenskapliga personlighetstest har kritiserats av ett flertal psykologer för att vara oetiskt och kraftigt manipulativt. Testet har ingen koppling till Oxfords universitet, men namnet kan ha valts för att antyda detta. De många utdelade flygbladen i Malmö har lett till att de kan återfinnas slängda i den offentliga utemiljön, vilket har jämförts med nedskräpning.

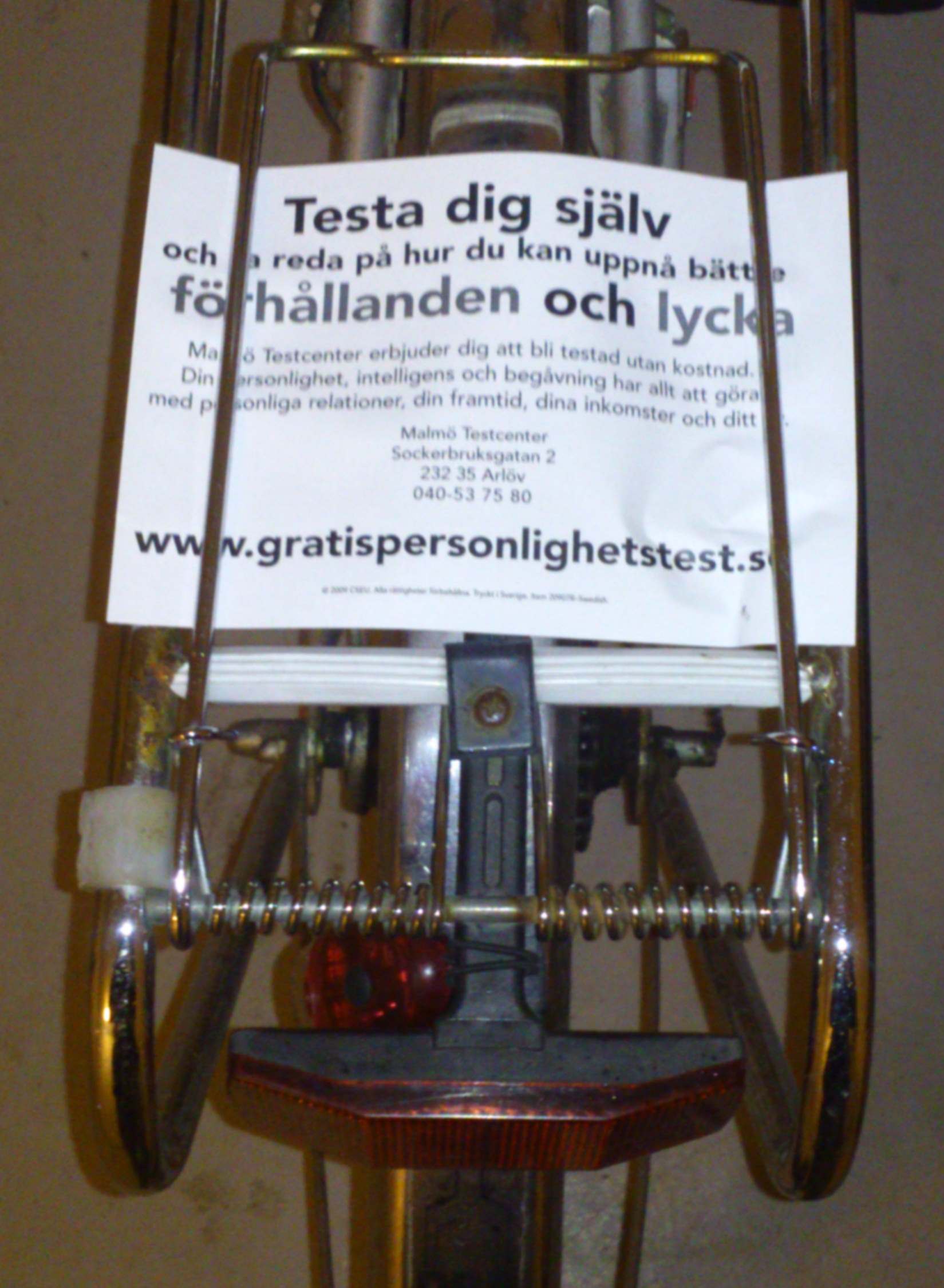
Mission genom flygblad på cykel.

### Rättslig kontrovers angående hemliga dokument

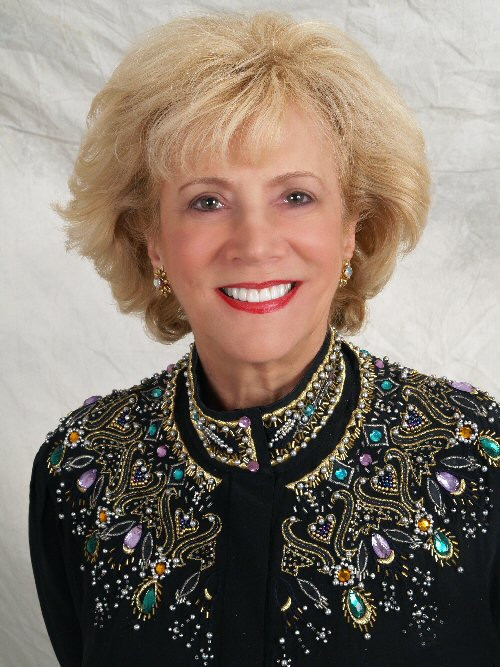
Journalisten Paulette Cooper var inblandad i en långdragen fejd med scientologikyrkan.

Scientologikyrkans företrädare har gjort sig kända för att aggressivt försöka tysta all debatt om rörelsens lära och dess metoder på Internet, bland annat genom utnyttjande av immaterialrättslagstiftningen såsom varumärkes- och upphovsrättslagen. Samma lagstiftning har man försökt använda mot Freezone. Kritiker anser också att organisationen i praktiken är vinstinriktad. NOT-dokumenten innehåller en rad besynnerliga texter utan någon koherens att tala om, vilka omnämner bland annat gorillor, bergodalbanor, någon form av folkslag som kallas "hoipolloi", svarta "tetaner" (ungefär andar) som ska ha förekommit för 370 till 390 trillioner år sedan, superkrafter, osynliga bilder, planeter, järnvägar, flygplan och så vidare.
I Sverige har Scientologikyrkan varit inblandad i en kontrovers som började med att den svenske scientologikritikern Zenon Panoussis lämnade in en kopia av NOT-dokumenten till Sveriges Riksdag. Dokumenten, som Scientologirörelsen hade upphovsrätten till, blev därigenom en offentlig handling. Scientologikyrkan försökte hindra allmänheten att läsa dokumenten genom att ha medlemmar som satt och läste dem, eller bara rent fysiskt satt på pappersbunten hela tiden under kontorets öppettider. Mellan 1997 och 2000 gjorde scientologikyrkan flera försök att få bort dokumenten från riksdagens kontor. Flera försök att få dem hemligstämplade misslyckades. Vid två tillfällen blev dokumenten stulna. Scientologikyrkan förnekar inblandning, men kritiker ser dem som misstänkta. Panoussis förlorade rättegången om upphovsrättsbrott och 1998 blev han dömd att betala skadestånd och rättegångskostnader. Efter tre års upprepade försök av Scientologikyrkan att hemligstämpla NOT-dokumenten lyckades man 2000 få riksdagen att anta en lag som hemligstämplade dokumenten.[källa behövs] Flera jurister protesterade eftersom detta innebar att upphovsrätten gick före Sveriges grundlag. Dokumenten finns dock fortfarande helt gratis tillgängliga online på Wikileaks under namnet "Scientology cult New Era Dianetics for Operating Thetans".(2020)

#### Operation Snow White
Rörelsen är mycket kontroversiell och rörelsens Guardian Office (numera ersatt av Office of Special Affairs) har i USA dömts för konspiration och skattebrott. År 1973 inleddes Operation Snow White, en aktion där Scientologikyrkan bland annat infiltrerade Justitiedepartementet i Washington för att efterforska vilken information som fanns om kyrkan och dess företrädare. Man avslöjades och de inblandade dömdes till långa fängelsestraff. Infiltrationen är den största i USA:s historia.

#### Operation Freakout
En annan kontroversiell episod var den så kallade "Operation Freakout", i vilken man försökte få journalisten Paulette Cooper, författare till den kritiska boken The Scandal of Scientology, inspärrad genom att försöka snärja henne för bombhot.

#### Lisa McPherson

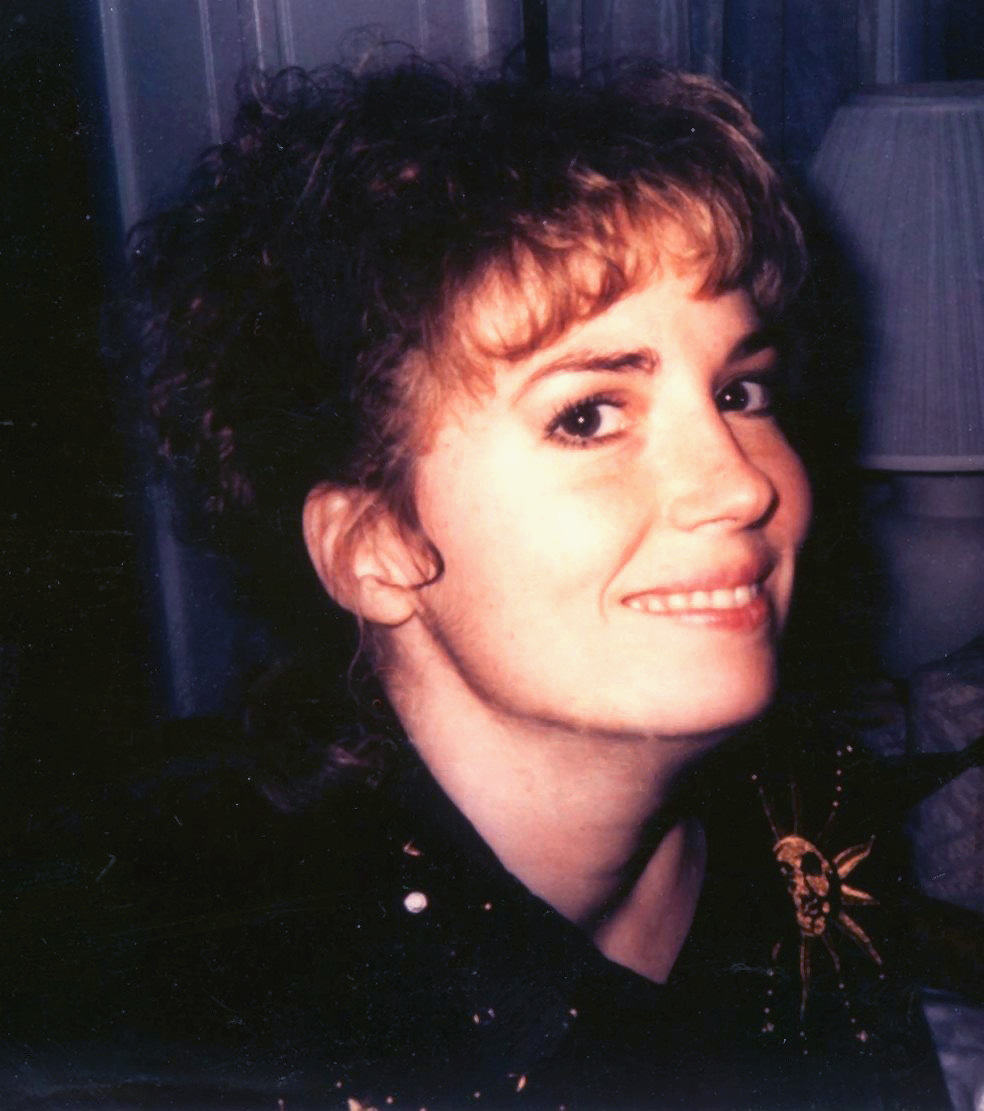
Lisa McPherson har blivit en symbol för kritiken mot Scientologikyrkan.

Lisa McPherson var en scientolog som dog efter att ha vårdats på scientologernas högkvarter Fort Harrison Hotel (Flag Land Base) i Clearwater 1995.
Den 18 november 1995 var McPherson inblandad i en mindre bilolycka och fördes till sjukhus för en rutinkontroll. Ambulansvårdarna ansåg att hon inte var skadad men var mentalt instabil eftersom hon tog av sig kläderna på olycksplatsen. En grupp scientologer hämtade henne från sjukhuset då de inte ville att hon som scientolog skulle vårdas av en psykiater. De tog henne till sitt högkvarter för "vila". Där hölls hon under observation i ett rum under 17 dagar. De som tog hand om henne förde loggbok över hennes tillstånd och dessa loggar användes senare som bevismaterial i en rättegång. Loggarna från de tre sista dagarna förstördes dock. Loggarna visar hur hennes tillstånd försämrades och att hon var psykotisk och vägrade äta. Hennes tillstånd blev akut den 5 december och hon fördes då till ett sjukhus, men i stället för att ta henne till det närmsta sjukhuset kördes hon till ett sjukhus långt därifrån för att en läkare där var scientolog och hon dog under bilresan.
Läkaren Joan Wood, som undersökte McPherson efter hennes död, skrev i sin rapport att McPherson drabbats av vätskebrist och insektsbett, troligen från kackerlackor. Hon menade att McPherson dött av lungemboli orsakad av sängläge och vätskebrist. I en senare rapport angav Wood att McPhersons död var en olyckshändelse. Händelsen resulterade i flera åtal mot bland annat Scientologikyrkan och läkaren David Minkoff (som skrivit ut medicin till McPherson utan att ha träffat henne), bland annat från släktingar till Lisa McPherson. Släktingarna och kyrkan kom fram till en uppgörelse 2004.
The Lisa McPherson Trust, en organisation kritisk mot Scientologikyrkan, grundades i Clearwater och arbetade under några år med avhoppare och anordnade demonstrationer och spelade in videofilmer för webbplatsen xenutv.com.

#### Bedrägeridom i Frankrike
I oktober 2009 dömdes Scientologikyrkan i Frankrike för organiserat bedrägeri. Enligt domen har kyrkan systematiskt lurat sina medlemmar på deras besparingar. Scientologikyrkan i Paris, dess bokhandel och informationscenter beordrades betala €600 000 i böter. Kyrkans franska ledare dömdes till två års villkorlig dom och €30 000 i böter.

### Kritik mot Celebrity Centers
Kyrkan citerar ofta L. Ron Hubbard som sagt att "a culture is only as great as its dreams and its dreams are dreamed by artists" (en kultur är inte större än sina drömmar, och dess drömmar dröms av konstnärer), och att detta är anledningen till att man byggde sina Celebrity Centers, det vill säga för att skapa en positiv miljö för konstnärer. Kritiker menar att Hubbard som 1955 lanserade Projekt Kändisskap gjorde detta enbart för att rekrytera celebriteter till kyrkan och för att kända medlemmar ger scientologin den publicitet och legitimitet den behöver för att kunna rekrytera fler medlemmar.

### Scientologin och Internet
Scientologikyrkan har upprepade gånger försökt ta bort material som läckt ut på Internet med förevändningen att materialet bryter mot upphovsrätt. Scientologin har även försökt stänga ner samtalsgrupper såsom Usenet och vissa IRC-kanaler. Scientologirörelsen har även försökt stämma dem som lagt upp kopieringsskyddat material om kyrkan på Internet och gett stöd till lagförslag som försökt begränsa Internets rätt till informationsfrihet. Samtalsgrupper och webbplatser som inte tagit bort kopieringsskyddat material har ofta utsatts för en taktik kallad ”sporgery”, en sammanslagning av orden ”spam” och ”forgery”. Taktiken går ut på att skicka flera spam-meddelanden från falska adresser till den utsatta sajten; Scientologikyrkan har varken förnekat eller bekräftat detta.

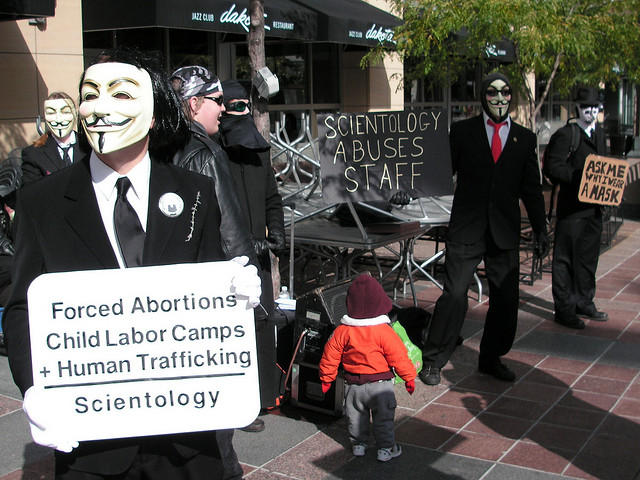
Anonymous-demonstration mot Scientologi.

Den 16 januari 2008 läckte en video producerad av Scientologikyrkan ut på Internet där den kände skådespelaren Tom Cruise medverkade. Videon lades upp på Youtube och var tillgänglig för nedladdning på ett antal sajter. Scientologikyrkan krävde omedelbart att videon skulle tas bort med hänvisning till att videon bröt mot kopieringsrätten. Detta ledde en grupp känd som Anonymous (anonym) att anklaga Scientologikyrkan för att försöka censurera Internet. Medlemmarna organiserade fort ett antal Denial of Service-attacker mot scientologins webbplatser runt om i världen och även busringningar och svarta fax till diverse scientologikyrkor. Den 21 januari 2008 lade en person som ansåg sig tillhöra Anonymous upp en video på Youtube kallad ”Message to Scientology” (Meddelande till Scientologin) som förklarade gruppens intentioner och mål tillsammans med ett pressmeddelande som sade att ett ”krig mot scientologin”, där antagonisten är såväl Scientologikyrkan som centret för religiös teknologi, påbörjats. I pressmeddelandet förklarade Anonymous att attackerna kommer att fortsätta för att skydda yttrandefriheten och avsluta vad vissa i gruppen anser vara ett finansiellt utnyttjande av kyrkans medlemmar.
En ny video, ”Call to Action”, lades upp på Youtube den 28 januari 2008. I videon ombads gruppens medlemmar att protestera utanför scientologikyrkor den 10 februari. Den 2 februari protesterade 150 människor utanför en scientologikyrka i Orlando, Florida. Små protester hölls även i Santa Barbara, Kalifornien och Manchester, England. Den 10 februari protesterade ca 7 000 människor i mer än 93 städer runt om i världen mot scientologin. Städer där fler än 100 personer protesterade var till exempel New York, Dallas och Austin i Texas, Clearwater i Florida, Dublin på Irland, Adelaide, Melbourne och Sydney i Australien, Toronto i Kanada, samt London i England.
Scientologikyrkan blev 2009 den första organisation som blockerades från att redigera Wikipedia, enligt Dr Poulter från Wikimedia UK efter att ha skapat åtskilliga konton som alla gjorde redigeringar enligt mönstret att radera kritiskt material och infoga scientologipropaganda.

## Källhänvisningar